# Сельское поселение село Гадля
Се́льское поселе́ние село Га́для — упразднённое муниципальное образование в Ольском районе Магаданской области Российской Федерации.
Административный центр — село Гадля.

## История
Статус и границы сельского поселения установлены Законом Магаданской области от 28 декабря 2004 года № 511-ОЗ «О границах и статусе муниципальных образований в Магаданской области»
Сельское поселение упразднено в 2015 году с преобразованием Ольского муниципального района в Ольский городской округ.

## Население
| 2010 | 2012 | 2013 | 2014 | 2015 |
| ---- | ---- | ---- | ---- | ---- |
| 446  | ↘426 | ↘423 | ↗427 | ↗443 |

## Состав сельского поселения
| № | Населённый пункт | Тип населённого пункта       | Население |
| - | ---------------- | ---------------------------- | --------- |
| 1 | Гадля            | село, административный центр | ↘395      |